# Berrocalejo de Aragona
Berrocalejo de Aragona è un comune spagnolo di 51 abitanti situato nella comunità autonoma di Castiglia e León.